# دردار كرنوبي
دردار كرنوبي (الاسم العلمي:Ulmus cornubiensis) هو نوع غير مؤكد من النباتات يتبع جنس الدردار من الفصيلة الدردارية.